# Frank Hermans
Frank Hermans (Schipluiden, 5 november 1991) is een Nederlandse langebaanschaatser die gespecialiseerd is op de middellange en lange afstanden. Na opgeleid te zijn binnen het gewest Zuid-Holland onder leiding van onder anderen Wim den Elzen en Arnold van der Poel schaatste hij tussen 2011 en 2013 bij 1nP en sinds 2013 bij Team CBA. Hermans is lid van De Vlaardingsche IJsclub waar hij op jeugdige leeftijd leerde schaatsen en van IJsclub Vlietland uit Schipluiden.

## Biografie
In maart 2010 wist Hermans Nederlands kampioen te worden op de 3000m en 5000m bij de junioren. Ook werd hij 5e op het WK-junioren in Moskou en won hij het 3 km klassement van de Worldcup junioren. Frank zat in de ploeg van Nederland die bij de ploegenachtervolging tijdens de worldcup finale in maart 2010 in Berlijn een wereldrecord voor junioren reed. In april 2010 werd hij uitgenodigd voor Jong Oranje, hij sloeg deze uitnodiging echter af en besloot voor het gewest te blijven rijden. Het seizoen wat hierop volgde kende voor Hermans een goede start. hij wist zich te plaatsen voor het NK afstanden 2011, waar hij op de 1500m 18e werd. Eind november 2010 wist hij bij de juniorenworldcup in het Poolse Zakopane tijdens de 3000m beslag te leggen op het goud, en troefde daarmee Sverre Lunde Pedersen en landgenoot Maurice Vriend af. Ook wist Hermans zich te plaatsen voor het NK Allround 2011 waar hij 8e in het eindklassement werd. Hij was hiermee de beste deelnemende junior aan dit toernooi.
Tijdens het in het Finse Seinajoki gehouden WK-junioren werd Hermans 7e in het allround klassement. Met de achtervolgingsploeg bestaande uit Hermans, Maurice Vriend en Thomas Krol veroverde hij het goud op de ploegenachtervolging.
Tijdens de laatste World-cup voor junioren hield Hermans zijn leidende positie in het 3 km klassement vast en won de wedstrijd en het klassement. Bij de afstandskampioenschappen voor junioren in Utrecht in maart 2011 herhaalde hij wat hij een jaar eerder deed, het winnen van de 3 en 5 kilometer.
In mei 2011 werd Hermans opgenomen in Team 1nP waar hij samen met gewestelijk ploeggenoten Thom van Beek en Bart van den Berg de stap naar het commerciële schaatsen maakte. Het team bestond verder uit Lucas van Alphen (ex Jong Oranje), Ben Jongejan en Bram Smallenbroek. Voor seizoen 2013/2014 gaat Hermans trainen onder het Team CBA van Peter Mueller waar ook zijn oud-ploeggenoot Smallenbroek traint.

## Persoonlijke records
| Afstand      | Tijd     | Datum            | Baan       |
| ------------ | -------- | ---------------- | ---------- |
| 500 meter    | 36,59    | 2 november 2013  | Calgary    |
| 1000 meter   | 1.11,24  | 29 december 2011 | Heerenveen |
| 1500 meter   | 1.48,77  | 10 november 2012 | Heerenveen |
| 3000 meter   | 3.44,12  | 2 november 2013  | Calgary    |
| 5000 meter   | 6.31,78  | 4 februari 2012  | Heerenveen |
| 10.000 meter | 13.43,14 | 30 december 2012 | Heerenveen |